# UFC 54
UFC 54: Boiling Point è stato un evento di arti marziali miste tenuto dalla Ultimate Fighting Championship il 20 agosto 2005 all'MGM Grand Garden Arena di Las Vegas, Stati Uniti.

## Retroscena
L'incasso totale del botteghino fu di 2.336.000$.
Dopo questo evento Matt Lindland venne allontanato dall'UFC per aver infranto una regola sulle sponsorizzazioni in quanto durante la cerimonia del peso vestì una maglietta di uno sponsor non abilitato.

## Risultati

### Card preliminare
- Incontro categoria Pesi Mediomassimi:  James Irvin contro  Terry Martin

Irvin sconfisse Martin per KO (ginocchiata in salto) a 0:09 del secondo round.
- Incontro categoria Pesi Medi:  Trevor Prangley contro  Travis Lutter

Prangley sconfisse Lutter per decisione unanime (29–27, 29–26, 29–27).
- Incontro categoria Pesi Medi:  Matt Lindland contro  Joe Doerksen

Lindland sconfisse Doerksen per decisione unanime (30–27, 29–28, 30–27).

### Card principale
- Incontro categoria Pesi Welter:  Georges St-Pierre contro  Frank Trigg

St-Pierre sconfisse Trigg per sottomissione (strangolamento da dietro) a 4:07 del primo round.
- Incontro categoria Pesi Welter:  Diego Sanchez contro  Brian Gassaway

Sanchez sconfisse Gassaway per sottomissione (colpi) a 1:56 del secondo round.
- Incontro categoria Pesi Mediomassimi:  Randy Couture contro  Mike van Arsdale

Couture sconfisse van Arsdale per sottomissione (strangolamento anaconda) a 0:52 del terzo round.
- Incontro categoria Pesi Massimi:  Tim Sylvia contro  Tra Telligman

Sylvia sconfisse Telligman per KO (calcio alla testa) a 4:59 del primo round.
- Incontro per il titolo dei Pesi Mediomassimi:  Chuck Liddell (c) contro  Jeremy Horn

Liddell sconfisse Horn per KO Tecnico (pugni) a 2:46 del quarto round e mantenne il titolo dei pesi mediomassimi.